# Chiesa di Nostra Signora di Candelária
La chiesa di Nostra Signora di Candelária (in portoghese: Igreja de Nossa Senhora da Candelária) è un'importante storica chiesa situata nella città di Rio de Janeiro, in Brasile. È stata costruita e decorata nel corso di un lunghissimo periodo che va dal 1775 alla fine del XIX secolo. Proprio per questo combina numerosi stili quali il barocco con il neoclassicismo e l'architettura neorinascimentale delle decorazioni interne.
Nell'area intorno alla chiesa è avvenuto il massacro della Candelária che ha portato l'attenzione del mondo intero sulla brutalità della polizia nei riguardi dei bambini di strada brasiliani.
Il 5 giugno 2009 nella chiesa di Candelária si è tenuta una messa di suffragio per le vittime del Volo Air France 447 disperso nell'oceano dopo essere decollato dall'Aeroporto di Rio de Janeiro-Galeão.